# Lough Corrib
Lough Corrib (irl. Loch Coirib) – krasowo-polodowcowe jezioro w zachodniej Irlandii. W Galway rzeka Corrib łączy to jezioro z Oceanem Atlantyckim. Jest największe jezioro w Irlandii i drugie po Lough Neagh na wyspie. Jego powierzchnia wynosi 176 km², głębokość dochodzi do 46 m. Na jeziorze występują liczne półwyspy i wyspy.
Poprzednia nazwa jeziora Loch Coirib to Loch nOirbsean, która zgodnie z tradycją wywodzi się od nawigatora Orbsen Mac Alloid (zwanego potocznie Manannán Mac Lir, The Son of the Sea – Syn Morza, od którego pochodzi nazwa wyspy Man) pochodzącego z plemienia Danann.
William Wilde napisał książkę Lough Corrib, its Shores and Islands, opublikowaną po raz pierwszy w 1867.
Pierwszy kanał na wyspie, znany jako The Friar's Cut, został wykopany w XII wieku. Pozwalał on na żeglugę przez jezioro Coirib do morza przez port w Galway.